# Processo Wacker
Il processo Wacker (o processo Hoechst-Wacker) in origine è stato esclusivamente riferito al processo di produzione dell'acetaldeide dall'ossidazione dell'etilene in presenza di catalizzatore al palladio.
Successivamente con lo stesso nome (per estensione) si è indicata una classe di processi di produzione di aldeidi e chetoni a partire da olefine, spesso denominato Wacker Ossidazione, che avvengono tramite catalisi omogenea con catalizzatore a base di palladio.
Come il processo di idroformilazione, il processo Wacker porta alla formazione di aldeidi.

## Produzione di acetaldeide

### Meccanismo di reazione
La reazione di produzione dell'acetaldeide è la seguente:
{\displaystyle \mathrm {PdCl_{2}+C_{2}H_{4}+H_{2}O\rightarrow CH_{3}CHO+Pd+2HCl} }
a questa reazione seguono le reazioni di rigenerazione del catalizzatore:
{\displaystyle \mathrm {Pd+2CuCl_{2}\rightarrow PdCl_{2}+2CuCl} }
{\displaystyle \mathrm {2CuCl+1/2O_{2}+2HCl\rightarrow 2CuCl_{2}+H_{2}O} }
Nel processo complessivo vengono consumati solo l'etilene e l'ossigeno, mentre la concentrazione di catalizzatore nell'ambiente di reazione rimane costante. Il cloruro rameico e l'acido cloridrico hanno anch'essi una concentrazione costante, infatti il loro scopo è quello di creare un ambiente ossidante per favorire la rigenerazione del catalizzatore.

Meccanismo di reazione del processo Wacker

## Produzione di acetone
Il processo Wacher per la produzione industriale di acetone venne adottato nel 1964; la sintesi prevede l'ossidazione diretta del propilene ad acetone mediante un sistema di catalizzatori di PdCl2. La sintesi procede con una buona selettivita (circa il 90%) se la reazione viene condotta in fase liquida e sotto pressione; sottoprodotto della reazione può essere aldeide propionica. Il ciclo catalitico comprende una serie di reazioni redox in cui il Pd2+ viene ridotto a Pd0 da CuCl che si ossida a CuCl2. I primi impianti funzionanti a processo Wacker furono installati in Giappone nel 1964.